# گیجس نابر
گیجس نابر (انگلیسی: Gijs Naber؛ زادهٔ ۹ اوت ۱۹۸۰) بازیگر، بازیگر تلویزیون، بازیگر سینما، و رقصنده اهل پادشاهی هلند است.
از فیلم‌ها یا برنامه‌های تلویزیونی که وی در آن نقش داشته‌است می‌توان به کتاب سیاه، رد باد و داستان همسرم اشاره کرد.